# Ashley Cole
Ashley Cole (London, 20. prosinca 1980.) umirovljeni je engleski nogometaš. Igrao je kao lijevi bek.
Tijekom svoje karijere nastupao je za Arsenal, Crystal Palace, Chelsea, Romu, LA Galaxy i nastupio je i Derby County. Također je nastupao 107 puta za englesku nogometnu reprezentaciju.

## Trofeji

### Arsenal
- FA Premier liga (2): 2002., 2004.
- FA kup (3): 2002., 2003., 2005.
- FA Community Shield (2): 2002., 2004.

### Chelsea
- FA Premier liga (1): 2010.
- FA kup (4): 2007., 2009., 2010., 2012.
- Engleski Liga kup (1): 2007.
- FA Community Shield (1): 2009.
- UEFA Liga prvaka (1): 2012.
- UEFA Europska liga (1): 2013.

## Vanjske poveznice
- Ashley Cole profil na soccerway.com